# Paul Leroy-Beaulieu
Paul Leroy-Beaulieu (Saumur, 1843. december 9. – Párizs, 1916. december 9.) francia közgazdasági író,  Henri Jean Baptiste Anatole Leroy-Beaulieu testvére. 1843. december 9-én született Saumur-ban, Maine-et-Loire, és Párizsban tanult a Lycée Bonaparte-ban és az École de Droit-ban. Ezt követően Bonnban és Berlinben tanult, majd Párizsba visszatérve a Le Temps, a Revue nationale és a Revue contemporaine és a Revue des deux Mondes számára kezdett írni.

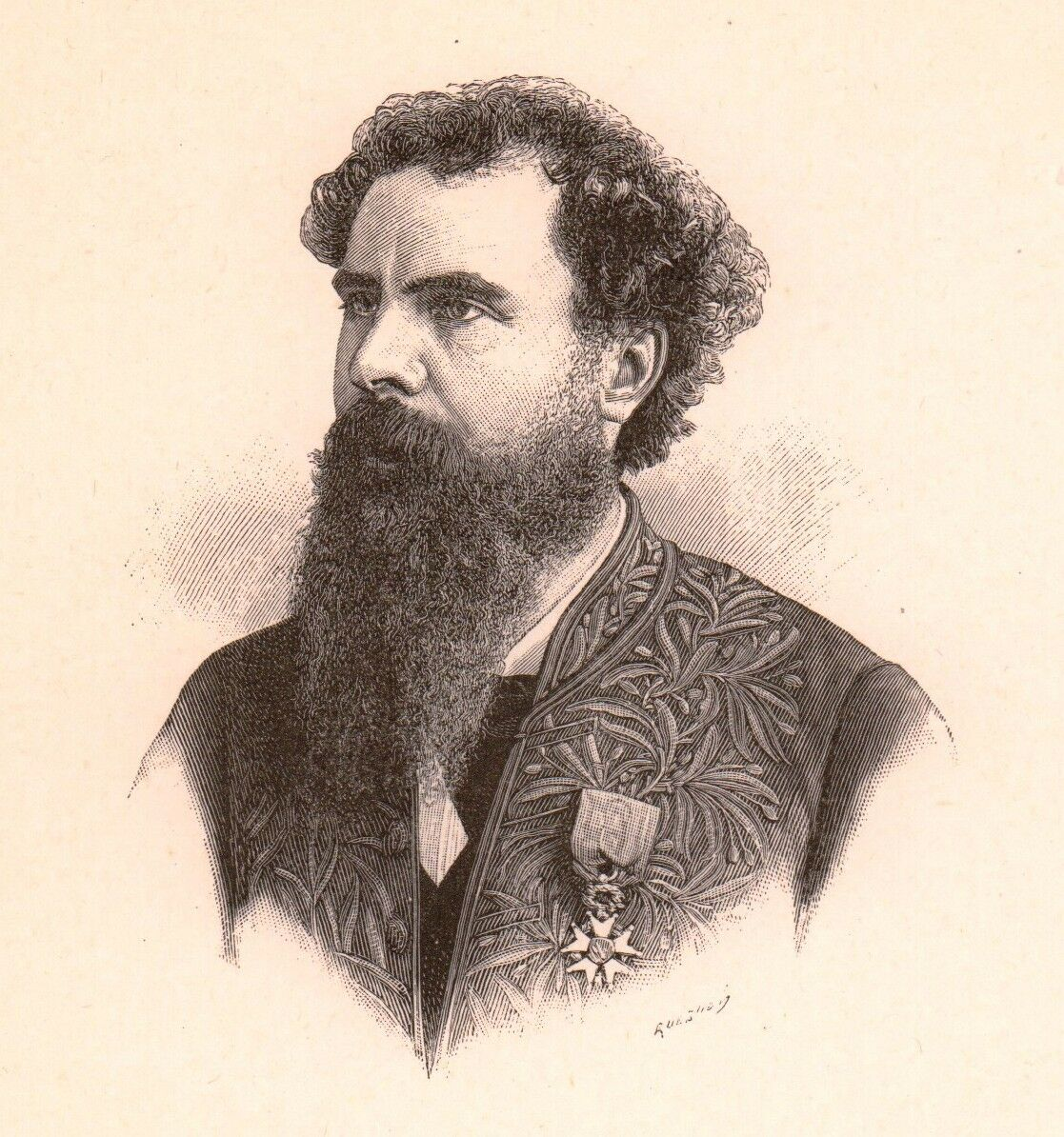
Pierre Paul Leroy-Beaulieu.

1867-ben elnyerte az Erkölcstani és Politikai Tudományos Akadémia által felajánlott díjat L'Influence de état moral et intellectuel des populations ouvrières sur le taux des salires című esszéjével. 1870-ben három díjat nyert a La Colonisation chez les peuples modernes, L'Administration en France et en Angleterre és L'Impôt foncier et ses conséquences économiques című esszéivel. 1872-ben Leroy-Beaulieu az újonnan alapított École Libre des Sciences Politiques pénzügyek professzora lett, 1880-ban pedig apósát, Michel Chevalier-t követte a Collège de France politikai gazdaságtan tanszékén. Utolsó éveiben, 1911 és 1916 között a Société d'économie politique társelnöke volt. Számos munkája hazája határain túl is nyomot hagyott. Ezek között említhetjük az 1863 és 1869 között megjelent Recherches économiques, historiques et statistiques sur les guerres contemporaines című tanulmánysorozatát, amelyben kiszámította a nagy Európai konfliktusok által okozott ember- és tőkeveszteséget. 

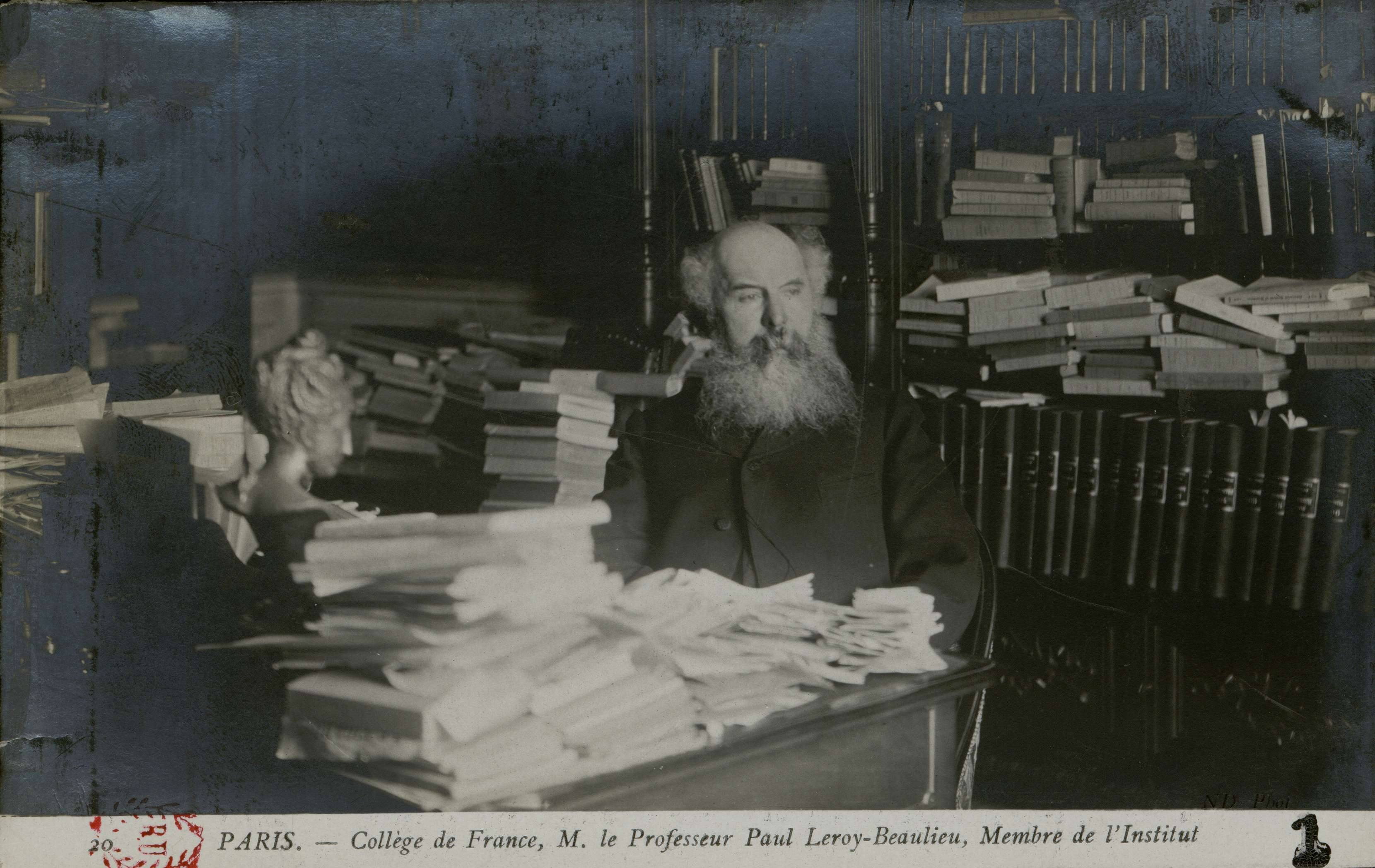
Collège de France. Pierre Leroy-Beaulieu professzor (Bibliothèque de La Sorbonne, NuBIS)

Leroy-Beaulieu-t az ortodox politikai gazdaságtan vezető franciaországi képviselőjének, valamint a protekcionista és kollektivista tanok leghatározottabb ellenzőjének tekinthetjük.
1873-ban alapította Leroy-Beaulieu a legtekintélyesebb francia közgazdasági hetilapot, az Économiste français-t, amelyet megjelenése óta szerkesztett, s melynek első cikke hétről-hétre az ő tollából eredt. 1878-tól tagja volt a francia akadémiának s azon kívül a belga, a szentpétervári és a stockholmi tudományos akadémiák is. A bolognai és edinburgh-i egyetemek pedig tiszteletbeli doktorrá nevezték ki
1880-ban a Svéd Királyi Tudományos Akadémia tagja lett. 1881-ben beválasztották az Amerikai Filozófiai Társaság tagjai közé.
Testvére volt Henri Jean Baptiste Anatole Leroy-Beaulieu (1842-1912), aki publicista és történész volt. Magyarra a Magyar Tudományos Akadémia könyvkiadó bizottsága Pénzügytanát (4 köt., fordította Láng Lajos) és az Új szocializmust (ford. (Sasvári Ármin) fordíttatta le.

## A következő munkái nevezetesek
- De l'état moral et intellectuel des populations ouvrières (akadémiai díjat nyert 1868)
- Recherches économiques, etc. sur les guerres contemporaines (1869)
- La question ouvrière au XIX. siècle (1872)
- L'administration locale en France et en Angleterre (1873)
- Le travail des femmes (1873)  Texte en ligne PDF
- La colonisation chez les peuples modernes (1874)
- Précis d'économie politique (1888)
- L'état moderne et ses fonctions (1889) Texte en ligne PDF

Legtöbbet idézett könyve azonban a L'essai sur la répartition des richesses (1881, 3. kiad. 1888), amelyben a szocialistákkal szemben azt bizonyítja, hogy (Franciaországban) a vagyon mind egyenletesebben oszlik meg a népesség között.

## Egyéb művei
- Les Guerres contemporaines (1853-1866), recherches statistiques sur les pertes d'hommes et de capitaux (1868).
- De la colonisation chez les peuples modernes (1874) Réédition de 1882 et de 1883 disponibles sur Gallica.
- Traité de la science des finances (2 volumes, 1877) Texte en ligne 1 2 PDF.
- Essai sur la répartition des richesses et sur la tendance à une moindre inégalité des conditions (1881) Texte en ligne PDF.
- Le Collectivisme, examen critique du nouveau socialisme (1884) Texte en ligne PDF.
- L'Algérie et la Tunisie (1887) Texte en ligne PDF.
- Des causes qui influent sur le taux de l'intérêt et des conséquences de la baisse du taux de l'intérêt, mémoires lus dans les séances des 6 et 20 novembre 1886 (1888) Texte en ligne PDF.
- Traité théorique et pratique d'économie politique (4 volumes, 1896 ; 2 volumes, 1914) Texte en ligne 1 2 PDF.
- Le Sahara, le Soudan et les chemins de fer transsahariens (1904).
- L'Art de placer et gérer sa fortune (1905).
- La Question de la population (Éd. Félix Alcan, coll. « Nouvelle collection scientifique », 1913) .Texte en ligne PDF.
- La Guerre de 1914 vue en son cours chaque semaine  (1916).

## Magyar nyelvű fordítások
- Pénzügytan, 1-4.; ford. Láng Lajos; Akadémia, Bp., 1879 (A Magyar Tudományos Akadémia Könyvkiadó Vállalata sorozat)
- Az új szocializmus és annak bírálata; előszó Kautz Gyula, ford. Sasvári Ármin; Akadémia, Bp., 1888 (A Magyar Tudományos Akadémia Könyvkiadó Vállalata sorozat)

## Fordítás
Ez a szócikk részben vagy egészben  a   Pierre Paul Leroy-Beaulieu című angol Wikipédia-szócikk ezen változatának fordításán alapul.  Az eredeti cikk szerkesztőit annak laptörténete sorolja fel. Ez a jelzés csupán a megfogalmazás eredetét és a szerzői jogokat jelzi, nem szolgál a cikkben szereplő információk forrásmegjelöléseként.